# Xã Monroe, Quận Ashtabula, Ohio
Xã Monroe (tiếng Anh: Monroe Township) là một xã thuộc quận Ashtabula, tiểu bang Ohio, Hoa Kỳ. Năm 2010, dân số của xã này là 2.381 người.